# Marcin Urbaś
Marcin Krzysztof Urbaś, född den 17 september 1976, är en polsk friidrottare som tävlar i kortdistanslöpning.
Urbaś var i final på 200 meter vid VM 1999 där han slutade femma. Han deltog även vid Olympiska sommarspelen 2000 där han blev utslagen i försöken.
Under 2001 vann han guld på 200 meter vid universiaden och året efter blev det guld vid inomhus-EM i Wien på 200 meter. Utomhus blev han utslagen i semifinal på 200 meter vid EM i München. Däremot ingick han i stafettlag på 4 x 100 meter som blev silvermedaljörer. 
Han deltog även vid Olympiska sommarspelen 2004 men blev utslagen i försöken på 200 meter. Hans senaste framgång är från inomhus-EM 2005 då han blev bronsmedaljör på 200 meter. 

## Personligt rekord
- 200 meter - 19,98